# La Dame de Monsoreau (mini-série)
Pour les articles homonymes, voir La Dame de Monsoreau (homonymie).
La Dame de Monsoreau est une mini-série française en 7 épisodes de 55 minutes, créée par Claude Brulé d'après l'œuvre d'Alexandre Dumas, réalisée par Yannick Andréi et diffusée du 18 au 31 décembre 1971 sur la deuxième chaîne de l'ORTF.

## Synopsis
Cette série historique met en scène l'histoire de la belle Diane de Méridor, convoitée par trois hommes : le comte de Monsoreau, le duc d'Anjou et Louis de Bussy d'Amboise, sous le règne d'Henri III de Valois.
Fin lettré, habile bretteur et profond diplomate, Louis de Bussy d'Amboise est un gentilhomme au service du machiavélique duc d'Anjou qui, à l'instar des Guise, brigue la succession de son frère Henri III au trône de France.
Sauvé par la belle Diane de Méridor à la suite d’une rixe avec quatre des mignons du roi, Bussy tombe follement amoureux de cette jeune femme que convoitent tout autant le fourbe comte de Monsoreau que son maître, le duc d'Anjou.
Monsoreau réussit cependant à abuser Diane de Méridor et à la contraindre au mariage. Mais la dame de Monsoreau ne se donnera qu'au beau et chevaleresque Bussy : dès lors, intrigues de cour finement déjouées par Chicot, le bouffon du roi, et intrigues de cœur autour de Diane de Monsoreau, mèneront les trois hommes, qui la désirent plus que tout, à s’entre-déchirer.

## Distribution
- Karin Petersen : Diane de Méridor
- Nicolas Silberg : Louis de Bussy d'Amboise
- Denis Manuel : Henri III
- Michel Creton : Chicot
- Gérard Berner : François, duc d'Anjou
- François Maistre : Comte de Monsoreau
- Maria Meriko : Catherine de Médicis
- Jean-Louis Broust : François d'Espinay de Saint-Luc
- Mireille Audibert : Mme de Saint-Luc
- Julie Ravix : Gertrude
- Daniel Derval : Rémy Le Haudouin
- Mario Pilar : Aurilly
- Yvan Varco : Maugiron
- Éric Kruger : Schomberg
- Pierre Massimi : Quelus
- Gilles Béhat : d'Épernon
- Virginie Vignon : La fille de joie
- Nanette Corey : La ribaude
- Marco Perrin : Henri de Navarre
- Jacques Le Carpentier : Le duc de Guise
- Pierre Hatet : Le cardinal de Lorraine
- Maurice Risch : Le duc de Mayenne
- Sylvia Saurel : La duchesse de Montpensier
- Louis Arbessier : Le baron de Méridor
- Angelo Bardi : Gorenflot
- Teddy Bilis : Pierre
- Abel Larose : le Prieur
- Claude Brulé : Le narrateur
- Guy Bonafoux : un prêtre

## Épisodes
1. Les Épées et la Dame blonde
2. L'Homme en noir
3. La Nuit du fou
4. La Coupe brisée
5. Les Merlettes de Lorraine
6. Les Fougères de Méridor
7. Le Guet-apens